# Diphascon belgicae
Diphascon belgicae är en djurart som tillhör fylumet trögkrypare, och som beskrevs av Ferdinand Richters 1911. Diphascon belgicae ingår i släktet Diphascon och familjen Hypsibiidae. Inga underarter finns listade i Catalogue of Life.